# Moengo
Moengo est une commune située dans le district Marowijne, au Suriname. Elle est implantée au bord de la rivière Cottica. Elle a été fondée en 1922, à proximité d'un gisement de bauxite. Moengo est à environ 40 kilomètres d'Albina et 90 kilomètres de Paramaribo.
La ville accueille l'un des plus prestigieux club de football du pays, l'Inter Moengotapoe.

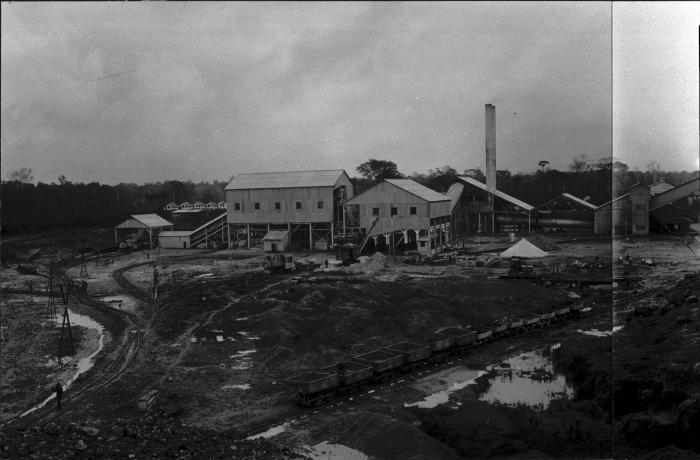
Usine de bauxite